# Klumpenstraße 45 (Mönchengladbach)

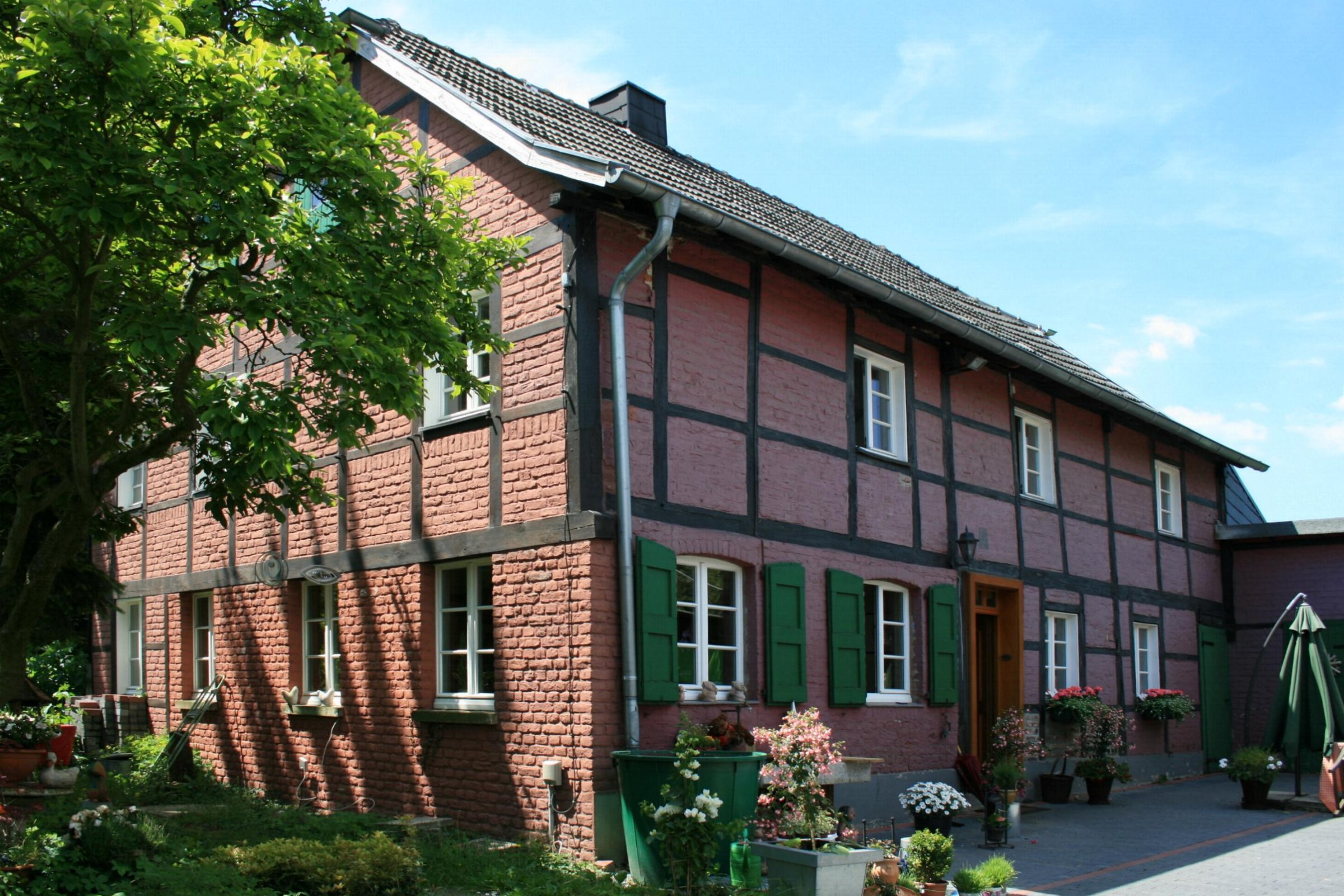
Hofanlage (2011)

Die Hofanlage Klumpenstraße 45 steht im Stadtteil Damm in Mönchengladbach (Nordrhein-Westfalen).
Das Gebäude wurde in der ersten Hälfte des 19. Jahrhunderts erbaut. Es wurde unter Nr. K 084  am 9. Oktober 1995 in die Denkmalliste der Stadt Mönchengladbach eingetragen.

## Architektur
Die Klumpenstraße ist eine der ältesten Wegeführungen der Honnschaft Damm. Die offene vierseitige Hofanlage in Fachwerkbauweise wurde teilweise in Backstein erneuert. Noch in der ursprünglichen Aufteilung und Anordnung von Wohnhaus und Wirtschaftsgebäuden.
Die Zufahrt zum Innenhof mit Wohnhaus, Stallungen und Scheune erfolgt straßenseitig durch ein traufständiges Torhaus in Ständer-Binder Konstruktion, die in ihrer Unregelmäßigkeit partielle Eingriffe erkennen lässt. Ein flach geneigtes Satteldach schließt das Gebäude ab.
Die Westseite des Hofgevierts nimmt das zweigeschossige, quererschlossene Wohnhaus ein, dessen originale Fachwerkkonstruktion im linken Fassadenabschnitt des Erdgeschosses durch Massivmauerwerk ersetzt wurde. Die Erschließung des Hauses erfolgt sowohl von der Mitte als auch von der rechten Außenachse. Über der Haustüre Datierungsinschrift: „IME MMS 1838“. Alle Fenster sind als gleichförmige Rechtecke ausgebildet, wobei die des linken Fassadenabschnittes (Erdgeschoss) durch einen segmentbogigen Abschluss überhöht werden. Die beiden Fenster des linken Fassadenbereiches sind in regelmäßigen Abständen angeordnet; die weiteren zwei in variierenden Abständen in das hier verunklärte Balken-/Riegelgefüge eingebunden.
Von den drei Fenstern des Obergeschosses sind die der rechten Fassadenhälfte jeweils mittig in das entsprechende Gebinde eingefügt; das linke Fenster nimmt die Achse des Erdgeschossfensters auf. Die straßenseitige Giebelfront ist durchgängig in kleinteilige Gefache gegliedert und wird von analog ausgebildeten Rechteckfenstern geöffnet. Das Dachgeschoss belichten zwei kleine Fensterluken, die in einteilige Schlagläden eingelassen wurden.
Ein Satteldach in Tonziegeldeckung (neueren Datums) und verschieferten Ortgängen schließt das Gebäude ab. Die dem Wohnhaus gegenüberliegende Scheune ist in Backsteinbauweise 1933 (Auskunft der Eigentümerin) als Ersatz eines Fachwerk-Vorgängerbaues errichtet worden und nicht in die denkmalwerte Substanz einzubeziehen. Der umgebende Bauerngarten mit Obstwiese ist als schützenswerter Bestandteil des Objektes mit in die Denkmalliste einzutragen.